# Primeiro Consistório Ordinário Público de 1846

## Cardeais Eleitores
| Nº                 | País               | Nome                            | Idade              | Cargo                       | Título ou Diaconia                 |
| Cardeais eleitores | Cardeais eleitores | Cardeais eleitores              | Cardeais eleitores | Cardeais eleitores          | Cardeais eleitores                 |
| ------------------ | ------------------ | ------------------------------- | ------------------ | --------------------------- | ---------------------------------- |
| 1                  | Portugal           | Guilherme Henriques de Carvalho | 52                 | Cardeal-patriarca de Lisboa | Cardeal-presbítero                 |
| 2                  | Itália             | Sisto Riario Sforza             | 35                 | Arcebispo de Nápoles        | Cardeal-presbítero de Santa Sabina |
| 3                  | França             | Joseph Bernet                   | 75                 | Arcebispo de Aix            | Cardeal-presbítero                 |